# Rösmühle (Herrieden)
Rösmühle ist ein Wohnplatz der Stadt Herrieden im Landkreis Ansbach (Mittelfranken, Bayern). Rösmühle liegt in der Gemarkung Rauenzell.

## Geografie
Die Einöde Rösmühle besteht aus einem Wohn- und zwei Nebengebäuden. Sie liegt am Rösgraben, einem rechten Zufluss des Schreinermühlbachs, der seinerseits ein rechter Zufluss der Altmühl ist. Im Osten grenzt der Trüdinger Forst an, im Westen überwiegend Ackerland. Eine Anliegerweg führt 130 Meter weiter westlich zur Kreisstraße AN 55, die nach Rös (0,4 km nördlich) bzw. nach Rauenzell zur Staatsstraße 2249 verläuft (2,1 km südwestlich).

## Geschichte
Rösmühle wurde 1717 von Franz Feichter erbaut. Der Ort lag im Fraischbezirk des eichstättischen Oberamtes Arberg-Ornbau. Von 1797 bis 1808 unterstand der Ort dem Justiz- und Kammeramt Ansbach. Die Mühle erhielt die Haus Nr. 12 des Ortes Rös. Zu dem Anwesen gehörten 2,8 ha Weideland im Norden entlang des Rösgrabens und mehrere Ackerparzellen im Westen.
Im Rahmen des Gemeindeedikts wurde die Rösmühle dem 1808 gebildeten Steuerdistrikt Rauenzell zugeordnet. Sie gehörte auch der wenig später gegründeten Ruralgemeinde Rauenzell an. Nach 1888 wird der Ort nicht mehr aufgelistet.
Am 1. Juli 1971 wurde Rösmühle im Zuge des Gebietsreform in Bayern nach Herrieden eingemeindet.

## Einwohnerentwicklung
| Jahr      | 001818 | 001836 | 001840 | 001861 | 001871 | 001885 |
| Einwohner | 6      | 5      | 5      | *      | 6      | 8      |
| Häuser    | 1      | 1      | 1      |        |        | 1      |
| Quelle    | [ 6 ]  | [ 7 ]  | [ 8 ]  | [ 9 ]  | [ 10 ] | [ 11 ] |

## Religion
Der Ort ist römisch-katholisch geprägt und bis heute nach Mariä Heimsuchung (Rauenzell) gepfarrt. Die Einwohner evangelisch-lutherischer Konfession sind nach Christuskirche (Herrieden) gepfarrt.

## Weblink
- Rösmühle in der Ortsdatenbank des bavarikon, abgerufen am 19. August 2021.